# Anelasmocephalus hadzii
Espèce
Anelasmocephalus hadzii est une espèce d'opilions dyspnois de la famille des Trogulidae.

## Distribution
Cette espèce se rencontre en Autriche, en Suisse, dans le Nord de l'Italie, en Slovénie, en Croatie et en Bosnie-Herzégovine,.

## Description
Les mâles mesurent de 2,0 à 2,4 mm et les femelles de 2,2 à 2,65 mm.

## Systématique et taxinomie
Cette espèce a été décrite par Martens en 1978.

## Étymologie
Cette espèce est nommée en l'honneur de Jovan Hadži.

## Publication originale
- Martens, 1978 : « Spinnentiere, Arachnida - Weberknechte, Opiliones. » Die Tierwelt Deutschlands, vol. 64, p. 1–464.